# Michaela Drummond
Michaela Drummond   (Te Awamutu, 5 d'abril de 1998) és una ciclista neozelandesa, que combina la carretera amb el ciclisme en pista. Actualment milita a l'equip Arkéa-B&B Hotels. Ha obtingut una medalla de bronze al Campionat del món de persecució per equips de 2017.

## Palmarès en pista
- 2015
  -  Campiona del món júnior en Persecució per equips (amb Bryony Botha, Holly White i Madeleine Park)
- 2016
  -  Campiona d'Oceania en Scratch
  -  Campiona de Nova Zelanda en Persecució per equips
- 2017
  -  Campiona d'Oceania en Persecució per equips
  -  Campiona de Nova Zelanda en Òmnium
  -  Campiona de Nova Zelanda en Madison (amb Racquel Sheath)
- 2019
  -  Campiona de Nova Zelanda en Òmnium
- 2022
  -  Campiona de Nova Zelanda en Madison (amb Bryony Botha)
- 2024
  -  Campiona d'Oceania en Persecució per equips
  -  Campiona d'Oceania en americana

### Resultats a laCopa del Món
- 2017-2018
  - 1a a Santiago de Xile, en Madison
- 2018-2019
  - 1a en persecució per equips a Cambridge
- 2019-2020
  - 1a en persecució per equips a Hong Kong

## Palmarès en ruta
- 2023
  - Vencedora d'una etapa al Tour de l'Ardecha
- 2024
  -  Campiona de Nova Zelanda de critèrium
  - 1a a la Région Pays de la Loire Tour
  - Vencedora de dues etapes a la Volta a Portugal

### Resultats a les Grans Voltes

#### Tour de França
- 2024: 106a posició

#### Volta a Espanya
- 2025: Abandona a la 7a etapa